# أولاد العربي (الميلية)
أولاد العربي هي قرية ببلدية الميلية دائرة الميلية ولاية جيجل، وأصل أولاد عربي هو من أصل مدينة الميلية وتحديدا أصل أولاد عيدون حيث أن قبيلة أولاد عيدون أكبر وأشهر قبائل الشرق يعود اصلها إلى قبيلة «فلاسة» أحد بطون قبيلة كتامة الكبرى التي استوطنت المنطقة في القرن الحادي عشر قبل الميلاد حين جاء بها رفقة أختها «صنهاجة» الملك اتبع اليماني إقريقش بن صيفي في عهد النبي داوود، إلا أن قبيلة «فلاسة» اضطرت للهجرة نحو جبال «سباو» ب «دلس ولاية بومرداس» للأسباب سياسية كان أبرزها المد العربي في القرن الثاني عشر، وهم خناك الآن يلقبون ب «افلاسن البحر» غير أن أحد أبناء هده القبيلة كان اسمه «العيد» والملقب ب «عيدون» هاجر نحو الأندلس طلبا للعلم وعاد بعد سقوط دويلات الأندلس واستوطن على ضفاف الوادي الكبير مكونا مع ابنائه قبيلة اولاد عيدون نسبة للاسمه «العيد»، وكان للعيد سبعة (7) أبناء: ثلاثة ولدوا من الزوجة الأولى وجاؤا معه من الأندلس وهم: «قاسم» ابنه البكر، «دباب» الأوسط و«حناش» الأصغر / وأربعة ولدوا من زوجته التانية التي تزوجها لما استقر بالميلية يقال لها «عرفة» ورزق من زواجه بها ب «العربي»(أولاد عربي حاليا), «عنان»، «علي» و«براهم» وهم كلهم آباء القبائل الموجودة حاليا في الميلية
و هدا هو أصل أولاد عربي الدي هو من أصل قبيلة أولاد عيدون الأصلية، صاحبة الأراضي التي أنشات عليها الميلية والتس تشترك في ملكية هده الأراضي مع قبائل "بني فرقان "، "مشاط"," أولاد عواط "، "أولد بوفاهة"، بني بلعيد"، "بني مسلم ","بني خطاب"," بني فتح"، " اولاد مبارك "، "تاسقيف","بني صبيح".....الخ
تتميز أولاد عربي بموقع استراتيجي هام في منطقة الميلية فهي تبعد عن مقر دائرة الميلية ب 15 كيلو متر فقط ويحدها شمالا القل (ولاية سكيكدة) وشرقا أولاد عنان والعتقة، وغربا مشاط وبني فرقان وواد الزهور، وجنوبا تانفدور. تتشكل أولاد عربي من عدة تجمعات سكنية منها «الدشرة»، «الطهر», «الدخن»، «سيدي يحي» «النشايعة»، «القصاف»، «العين دي حوص», «الضهوري» «تيصفان», «وجريطة», «العين دي كبيرة», «تابودة»، «الكا», «راس الضراضر»، «بوحرب»، «بوعقبة»، «المريجة».
تتميز باراضيها الخصبة والمنتوعة، تكتر فيها كل الزراعات الموسمية زراعة «الدلاع» بعصفورة (التي حولت الآن لسد بوسيابة)والله يا الدلاع غير نشتاقوه دركة) وتتميز أيضا بجني الزيتون دو النوعية الرفيعة، ونوعية مياهها العذبة (العين دي الدشرة),(العين دي حوص),(العين لكبيرة),(العين دي لعيون)